# San Isidro (Mariscal Ramón Castilla)
El centro poblado de San Isidro es  una localidad rural peruana, ubicado en el distrito de San Pablo, provincia de Mariscal Ramón Castilla, departamento de Loreto, a orillas del río Amazonas, en la selva peruana.
Para llegar al centro poblado de San Isidro, desde la ciudad de Iquitos capital de la región Loreto, el viaje en lancha dura aproximadamente  20 horas navegando río abajo por el Amazonas. El transporte fluvial es el único medio que interconecta a San Isidro con su distrito, provincia, y otras comunidades aledañas.

## Población
Está conformado por inmigrantes de diferentes regiones del Perú y de habitantes nativos de la zona. Según el Censo - 2017 realizado por INEI. La población del centro poblado de San Isidro fue de 525 habitantes, y un aproximado de 150 viviendas, construidas de material noble y de madera, sus habitantes en su mayoría se dedican a la agricultura, al cultivo de arroz, plátano, Maíz etc. También se dedican a la ganadería, crianza de aves de corral, pesca y comercio.
Esta comunidad está considerada dentro del mapa de pobreza, no cuenta con suministro eléctrico estable, no tiene agua y desagüe, la señal de telefonía móvil es inestable, en salud cuentan con una pequeña posta médica.

## Educación.
Cuenta con educación  pública gratuita, en los niveles de:
- Educación inicial

- Educación primaria
- Educación secundaria

Institución Educativa N° 60262 San Isidro, perteneciente a la DREL  de Loreto supervisada por la UGEL Ramón Castilla-Caballococha.

## Costumbres.
Se Celebra algunas festividades como:
- El Carnaval

- Fiesta de San Juan

- San isidro labrador

- Aniversario del pueblo, entre otros.

GASTROMIA 
PANGO; Hecho a base de pescado de la zona, plátano verde y sachaculantro  acompañado con ají charapita.
JUANE; Un Plato muy popular en la selva loretana, está hecho a base de arroz con gallina regional envuelto en hoja de bijao.
PATARASHCA; Es preparado con pescado fresco, este se condimenta y es envuelto en hoja de plátano o bijao para luego ser  cocinado en brasa.
TACACHO;  Está hecho a base de plátano verde, este es cocinado y machacado acompañado con cecina o carne de monte.
CHILCANO DE CARACHAMA; La carachama es un pez de color gris casi negro  de escamas duras tiene un aspecto de pez prehistórico. este es cocinado con ajo cebolla y sachaculantro, se acompaña con yuca sancochado o fariña.
MASATO; Bebida hecho a base de yuca machacada y fermentado.

### Religiones.
- Iglesia AEMINPU. (Asociación Evangélica De La Misión Israelita Del Nuevo Pacto Universal)

- Iglesia Pentecostés

- Católica

## Clima.
Tiene un clima cálido en verano y lluvioso en invierno. El clima puede cambiar drásticamente durante el día. La temperatura promedio es de 29 °C siendo el clima tropical propio de la Zona.

## Mas datos de ubicación de C.P. San Isidro.
Ubigeo :160404
Latitud Sur :3° 51' 52.4" S (-3.86456327000)
Longitud Oeste :71° 21' 14.8" W (-71.35411689000)
Altitud :99 m s. n. m.
Huso horario: UTC-5
Clasificación: Rural
Categoría: Centro Poblado